# La Libertad (Ecuador)
La Libertad este un oraș din Ecuador de 82.750 locuitori. Înainte de anul 1993 a făcut parte din Salinas. Are rezerve importante de petrol.